# Gornje Krtine
Gornje Krtine, arheološko nalazište u zapadnom dijelu katastarske općine Kaštel Sućurca, Grad Kaštela.

## Opis
Vrijeme nastanka je od 2. do 6. stoljeća. Arheološko nalazište Gornje Krtine nalazi se u zapadnom dijelu katastarske općine Kaštel Sućurac, nešto sjevernije od Jadranske magistrale. Područje Gornjih Krtina obiluje kamenim gomilama koje su pune ulomaka antičkog keramičkog materijala (amfore, tegule, pitosi) a, s obzirom na ostale nalaze s tog prostora može se pretpostaviti postojanje rimske vile. Pri gradnji recentnih objekata pronađeni su temelji antičkih zidova. Također su znakoviti i slučajni nalazi kao što je rimskodobni žrtvenik posvećen nimfama i starokršćanski kapitel oltarne pregrade iz 6. st. što pretpostavlja postojanje starokršćanskog sakralnog objekta. Na terenu koji obuhvaća prostor objekta pronađen je i grob u amfori.

## Zaštita
Pod oznakom Z-3254 zavedeno je kao nepokretno kulturno dobro – pojedinačno, pravna statusa zaštićena kulturnog dobra, klasificirano kao "arheološka baština".